# Susuman
Susuman è una cittadina della Russia asiatica, situata nell'Estremo nordest siberiano, nell'Oblast' di Magadan, sul fiume Bërëlëch, 650 km a nordovest del capoluogo; è il capoluogo del distretto omonimo.
Fondata nel 1938 intorno ad un sovchoz, divenne città nel 1964. Il crollo dell'Unione Sovietica ha portato ad un collasso della città, che in pochi anni ha visto più che dimezzarsi la popolazione.

## Società

### Evoluzione demografica
Fonte: mojgorod.ru
| 1959  | 1970   | 1979   | 1989   | 2002  | 2007  | 2019  |
| ----- | ------ | ------ | ------ | ----- | ----- | ----- |
| 9 600 | 12 600 | 16 000 | 16 818 | 7 833 | 6 500 | 4 588 |